# Resko
Resko ['rɛskɔ] (deutsch Regenwalde) ist eine Stadt in der polnischen Woiwodschaft Westpommern und gehört zum Powiat Łobeski. Sie hat etwa 4300 Einwohner. Resko ist gleichzeitig Sitz der gleichnamigen Stadt- und Landgemeinde (gmina miejsko-wiejska).

## Geographische Lage

Regenwalde (Regenwolde) an der Rega (Rega fluvius) auf der Landkarte des Eilhard Lubinus von 1618 (Ausschnitt)

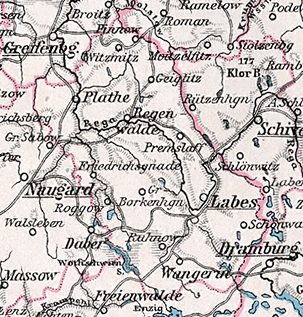
Regenwalde an der Rega, nordöstlich der Stadt Naugard und nordwestlich der Stadt Labes, auf einer Landkarte von 1905

Stadtpanorama von Regenwalde aus der Zeit vor 1846

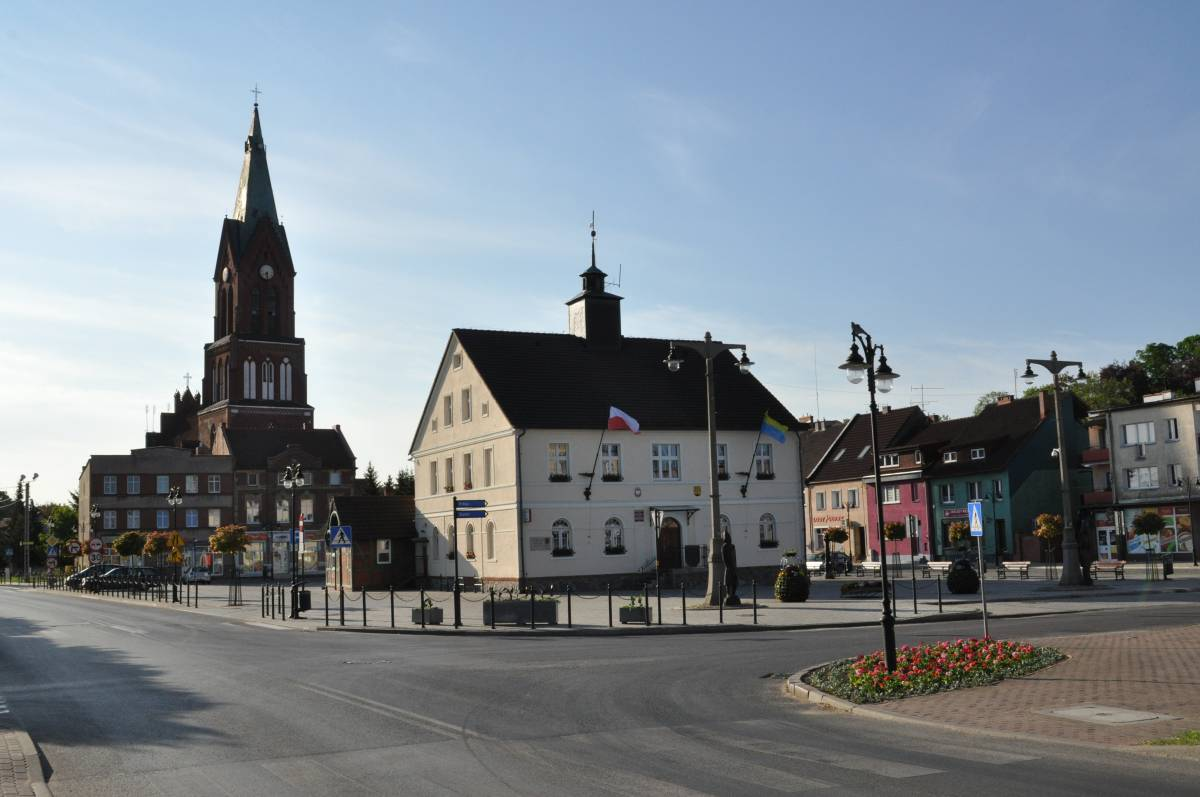
Marktplatz mit Rathaus und Turm der Marienkirche

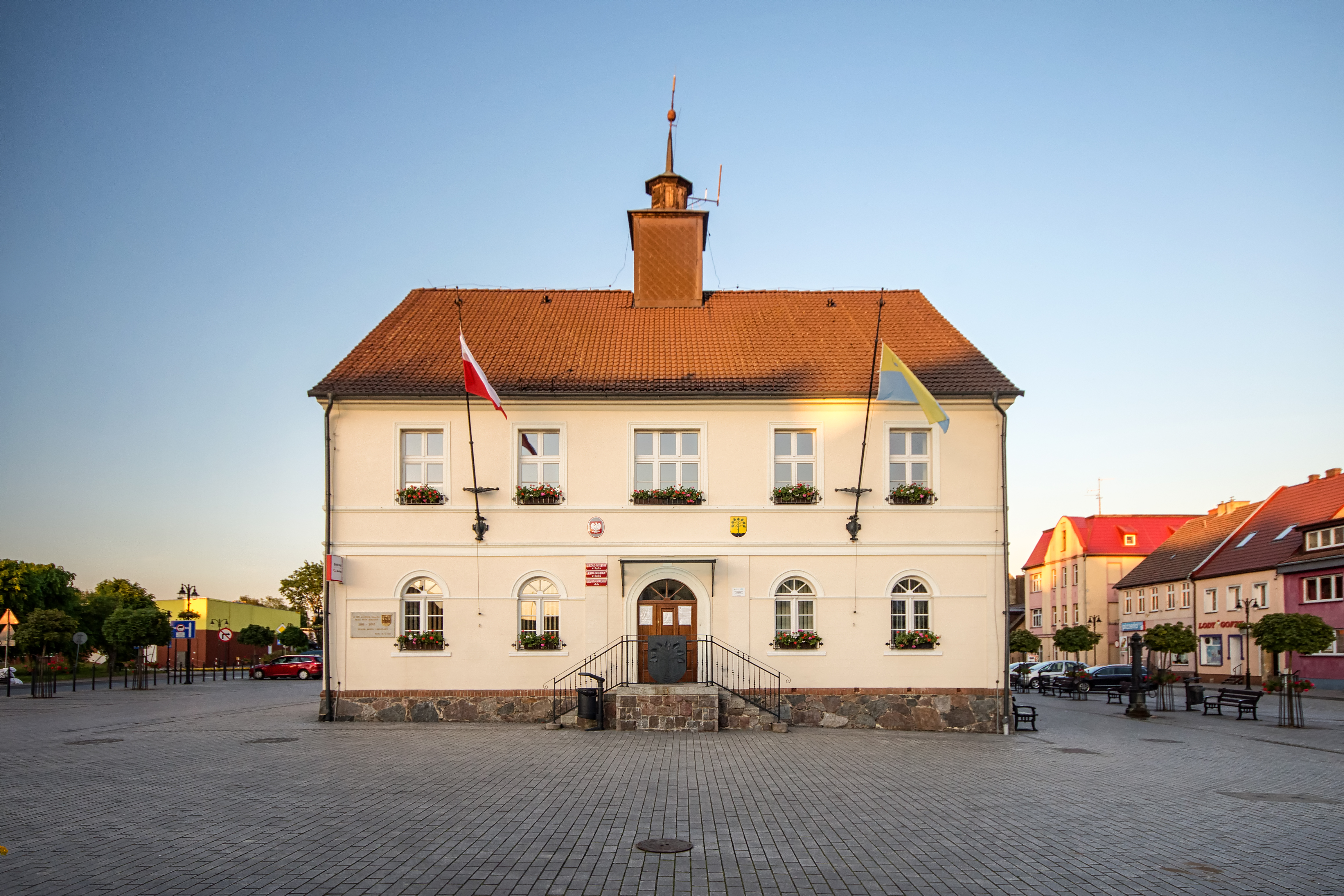
Rathaus

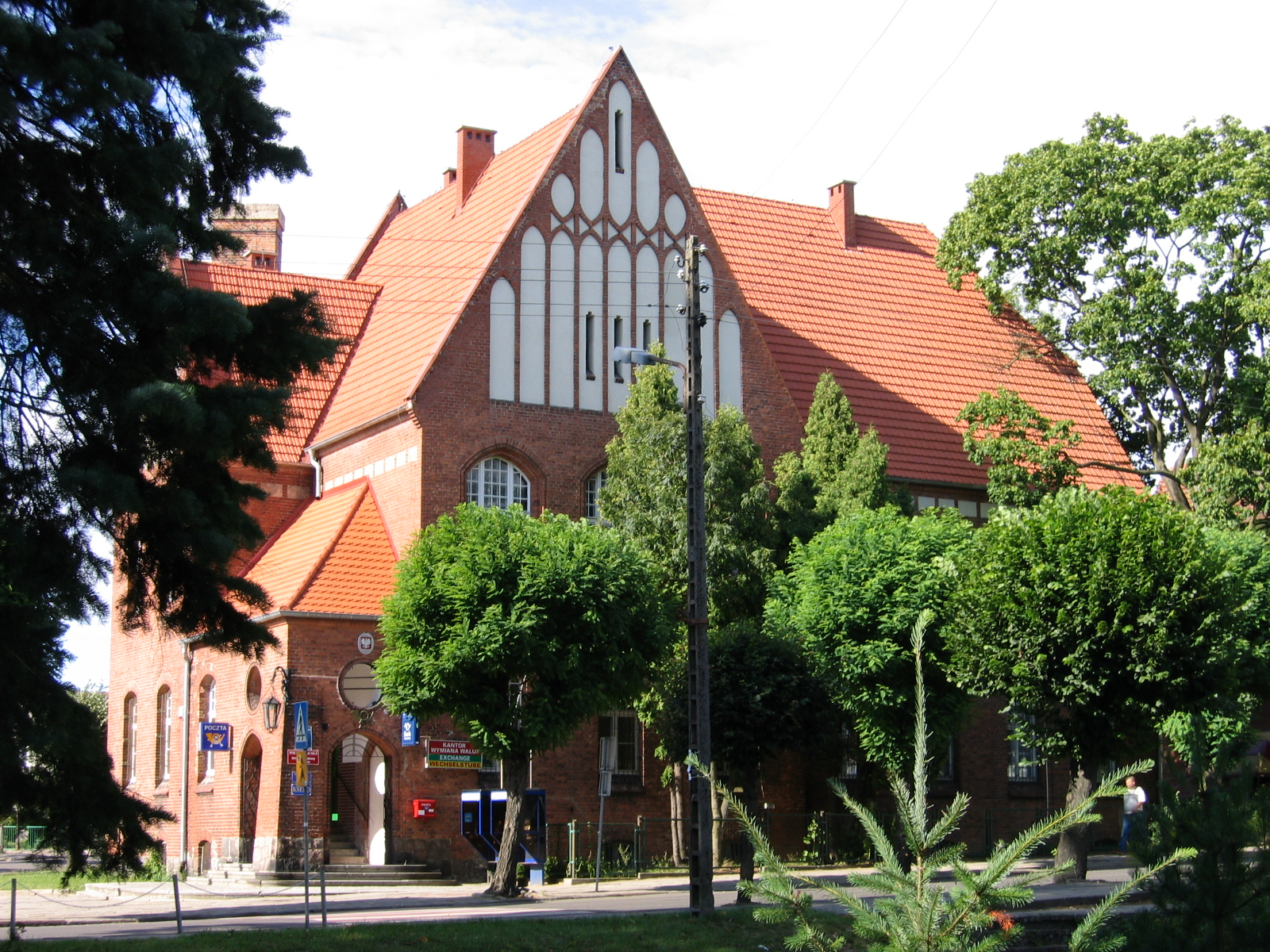
Postamt

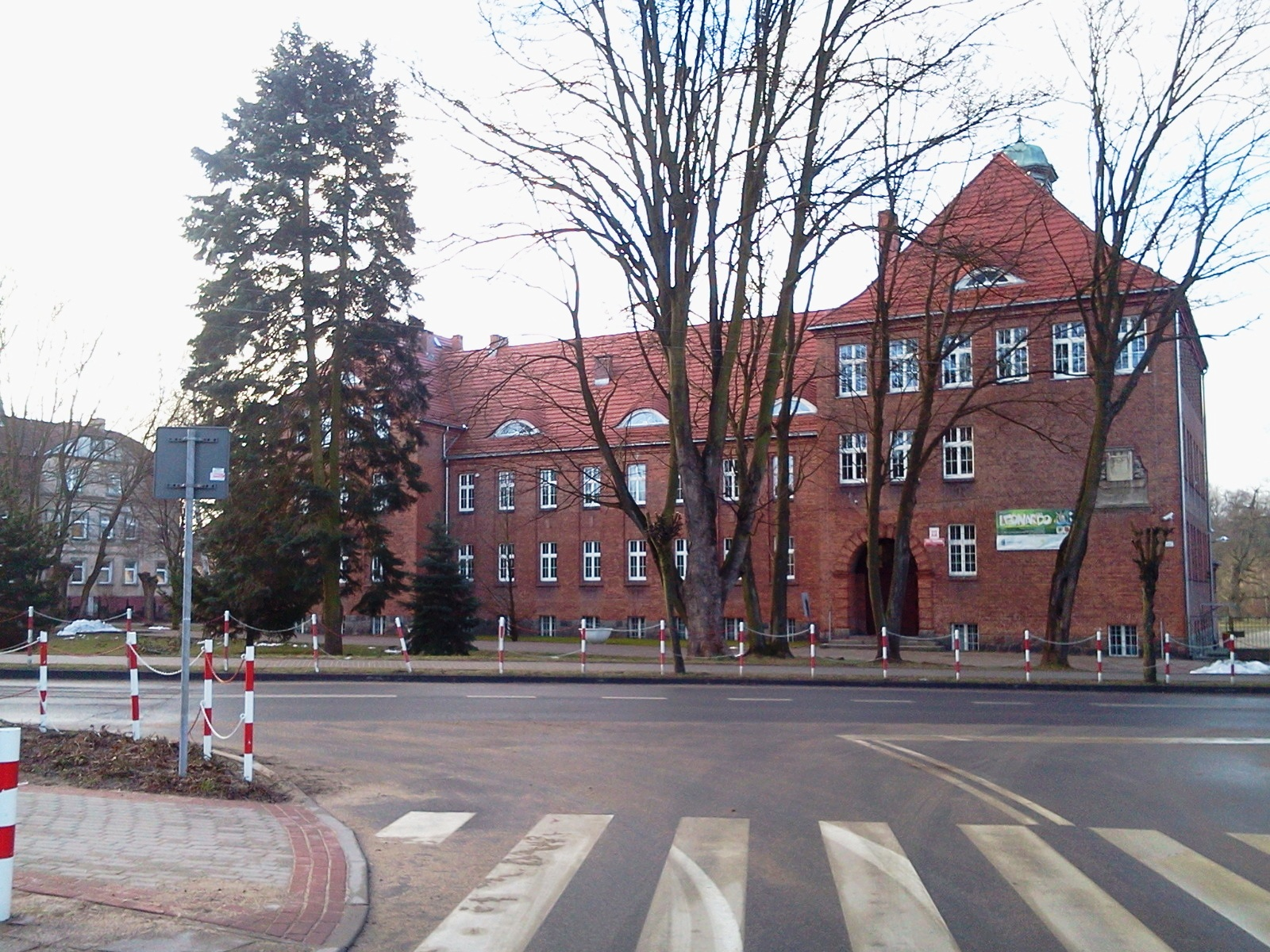
Schulgebäude (2013)

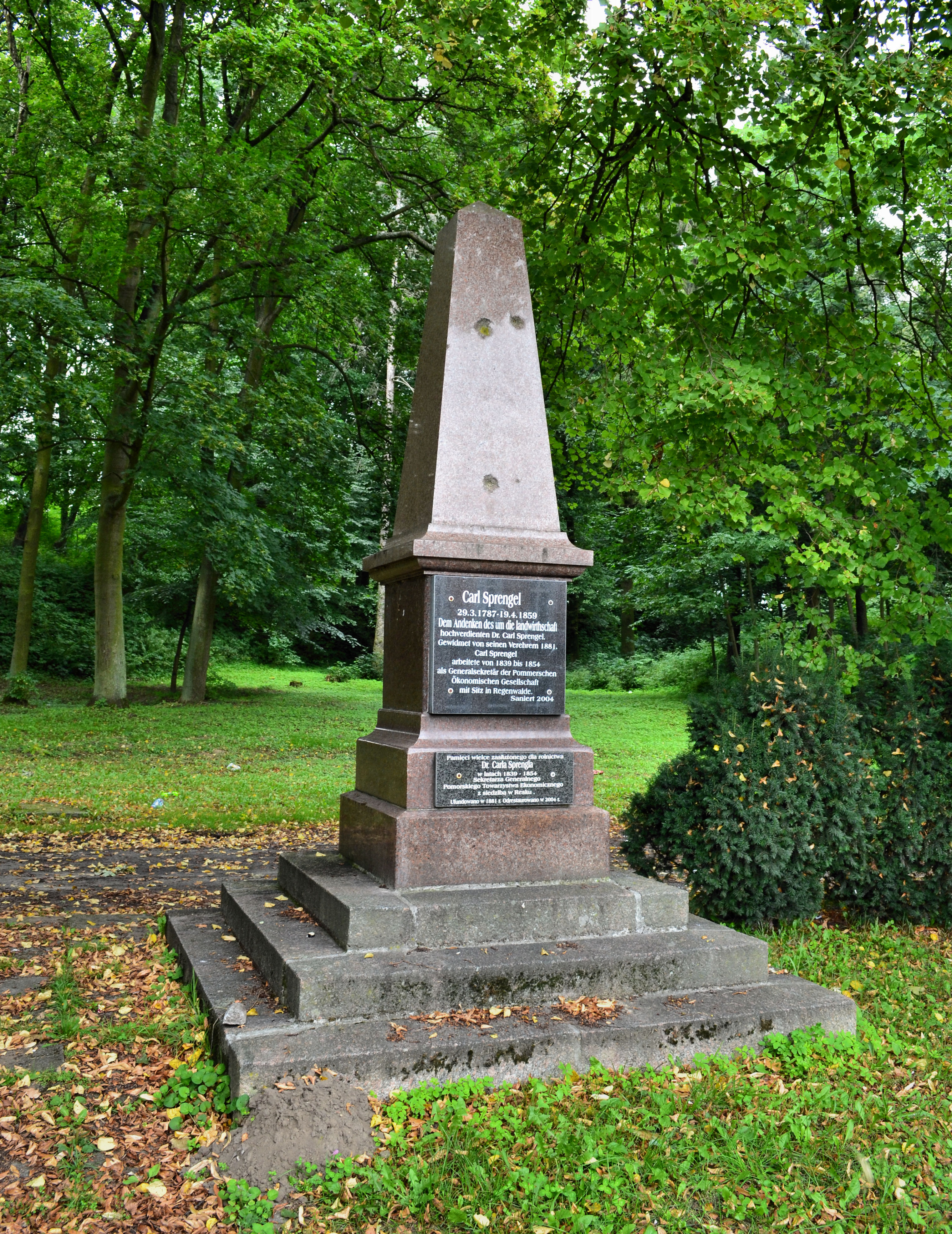
Obelisk für Carl Sprengel

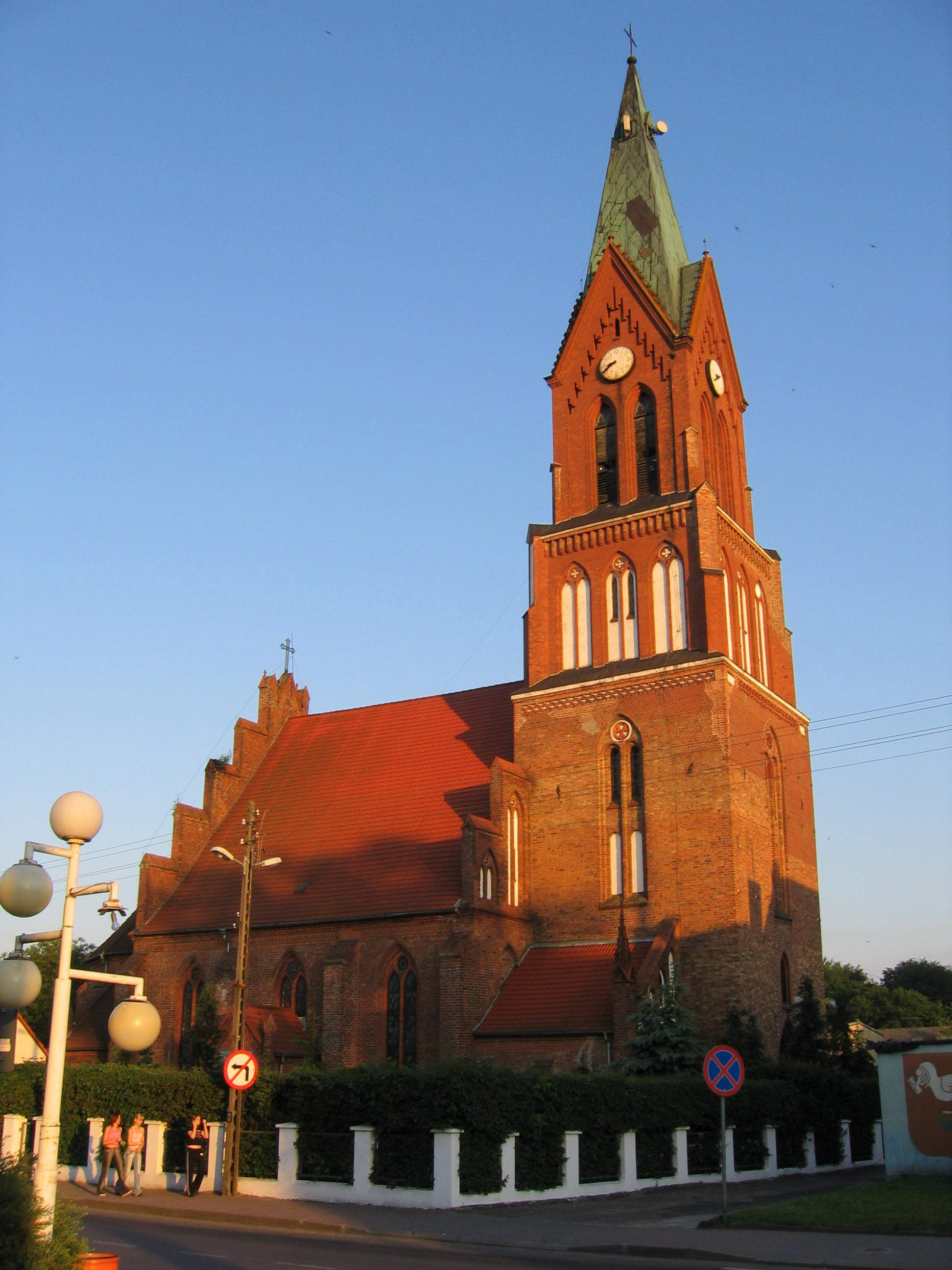
Marienkirche

Die Stadt liegt in Hinterpommern, am rechten Ufer des Flusses Rega, unweit des Regastausees auf einer Höhe von 48 m über dem Meeresspiegel. Die nächsten größeren Städte sind Nowogard (Naugard) im Westen und Świdwin (Schivelbein) im Osten, beide etwa 20 Kilometer entfernt.

## Geschichte
Eines der ältesten Zeugnisse der Besiedlung des heutigen Resko ist der Fund einer Urne mit Silbermünzen aus der Römerzeit, damals wohnten dort noch Sueben. Gegen Ende der Völkerwanderung wurde die Gegend von Slawen besiedelt, sie errichteten einen Burgwall. Das Dagome Iudex, das in Regesten des 11. Jahrhunderts erhaltene Gründungsdokument Polens aus dem späten 10. Jahrhundert, schließt die Region „entlang des Meeres“ also der Ostsee mit ein. Von Adam von Bremen im 11. Jahrhundert wurden die Bewohner erstmals schriftlich als Pomoranen bezeichnet. Seit der Eroberung Stettins durch Bolesław III. Schiefmund 1121 regierten die Greifen das Herzogtum Pommern als polnische Vasallen, von 1177 bis zur Schlacht bei Bornhöved (1227) jedoch Dänemark tributpflichtig, waren aber gleichzeitig ab 1181 Fürsten des Heiligen Römischen Reiches. Bald nach Beginn der Greifenherrschaft begann mit der Missionsreise Ottos von Bamberg 1124–1128 vom polnischen Erzbischofssitz Gnesen nach Stettin die dauerhafte Christianisierung Hinterpommerns.
Die heutige Stadt entstand im Zuge der Ostkolonisation; der aus Kolberg stammende Theodorich Horn erhielt 1255 den Auftrag, im Bereich des Burgwalls eine Siedlung zu gründen. Nach einigen Anlaufschwierigkeiten war der Ort so weit erschlossen, dass ihm 1282 das lübische Stadtrecht verliehen werden konnte. 1295 erbaute die Adelsfamilie von Borcke auf den Resten des alten Burgwalls ihre eigene Burg und wurde gemeinsam mit der Familie von Vidante Eigentümer der Stadt Regenwalde. 1365 mussten die Vidantes ihren Anteil an den Herzog von Pommern-Wolgast Barnim IV. abtreten, ab 1447 waren die Borckes alleinige Stadtherren von Regenwalde.
Der Dreißigjährige Krieg brachte erhebliche Zerstörungen mit sich, und als auch noch die Pest ausbrach, verringerte sich die Zahl der Einwohner drastisch. Nach Kriegsende kam die Stadt unter brandenburgische Herrschaft, weil das pommersche Greifengeschlecht 1637 ausgestorben war. Regenwalde gehörte jetzt zum Borckschen Kreis, benannt nach der Familie von Borcke, der fast der gesamte Grundbesitz des Kreises gehörte. Ackerbau, Viehzucht, Handwerk und Handel waren zu dieser Zeit die Erwerbsquellen der Bevölkerung.
Während der Preußischen Reformen wurde 1815 der Name Regenwalde auf den neu gebildeten Kreis übertragen, jedoch wurde die Stadt Labes Kreisstadt. Im Zuge der Industrialisierung in der zweiten Hälfte des 19. Jahrhunderts entstand eine Reihe neuer Betriebe, unter denen die 1843 gegründete Landmaschinenfabrik eine hervorragende Stellung einnahm. Neben ihr nahmen noch ein Sägewerk, eine Ölmühle und eine Gerberei den Betrieb auf. Die Stadt hatte zwei evangelische Kirchen und eine Synagoge. Die Eisenbahn kam erst sehr spät 1895 mit einer Kleinbahnstrecke von Kolberg nach Regenwalde und der Anschluss an das Hauptstreckennetz erfolgte erst 1906 mit dem Bau der Bahnlinie nach Labes. In den 1920er Jahren erweiterte sich die Stadt im Osten und Westen durch neue Wohnsiedlungen.
Am Anfang der 1930er Jahre hatte die Gemarkung der Stadtgemeinde Regenwalde eine Flächengröße von 27,5 km², und im Stadtgebiet standen zusammen 464 bewohnte Wohnhäuser an elf verschiedenen Wohnstätten:
1. Ascherdamm
2. Chausseehaus
3. Friedrichshof
4. Gottliebshof
5. Gramhof
6. Johannisthal
7. Karlshöhe
8. Ottosruh
9. Prützen
10. Regenwalde
11. Seehof

Um 1935 hatte Regenwalde unter anderem ein Hotel, fünf Gasthöfe, zwei Sparkassen-Niederlassungen, über ein Dutzend Gemischtwarenläden, zahlreiche Einzelhandelsgeschäfte, eine Maschinenfabrik, zwei Buchdruckereien, drei Viehhandlungen sowie eine Reihe von Handwerksbetrieben und Dienstleistern.
Während des Zweiten Weltkrieges reichten die Kapazitäten der Torpedoschule in Flensburg-Mürwik nicht mehr aus. Daher wurde 1944 bei Regenwalde eine weitere Torpedoschule eingerichtet, die aber weiterhin Flensburg-Mürwik unterstand.
Gegen Ende des Zweiten Weltkriegs versuchte in den letzten Tagen des Monats Februar 1945 ein Teil der Stadtbevölkerung, sich vor der näherrückenden Kriegsfront in Sicherheit zu bringen. Am 3. März 1945 wurde Regenwalde eingenommen, ging in Flammen auf und wurde von der Roten Armee besetzt. Bald danach wurde Regenwalde seitens der sowjetischen Besatzungsmacht der Volksrepublik Polen zur Verwaltung überlassen und in ‚Resko‘ umbenannt. Es wanderten nun Polen zu. Viele Geflohene kehrten zurück. Nicht geflohene oder zurückgekehrte einheimische Stadtbewohner wurden in der Folgezeit von der polnischen Administration aus der Stadt vertrieben.

### Demographie
| Jahr | Einwohner | Anmerkungen                                        |
| ---- | --------- | -------------------------------------------------- |
| 1740 | 0 714     | [ 8 ]                                              |
| 1782 | 0 862     | darunter 22 Juden                                  |
| 1794 | 0 943     | darunter 31 Juden                                  |
| 1802 | 1095      | [ 9 ]                                              |
| 1810 | 1119      | [ 9 ]                                              |
| 1812 | 1154      | darunter zehn Katholiken und 40 Juden              |
| 1816 | 1182      | davon 1125 Evangelische, 47 Juden, zeh Katholiken; |
| 1821 | 1497      | in 216 Privatwohnhäusern                           |
| 1831 | 1958      | darunter sieben Katholiken und 82 Juden            |
| 1843 | 2402      | darunter sieben Katholiken und 102 Juden           |
| 1852 | 3163      | darunter acht Katholiken und 139 Juden             |
| 1861 | 3442      | darunter elf Katholiken und 148 Juden              |
| 1875 | 3363      | [ 10 ]                                             |
| 1880 | 3370      | [ 10 ]                                             |
| 1890 | 3183      | [ 10 ]                                             |
| 1905 | 3477      | meist Evangelische                                 |
| 1910 | 3558      | [ 11 ]                                             |
| 1925 | 4023      | darunter 89 Katholiken und 72 Juden                |
| 1933 | 4346      | [ 10 ]                                             |
| 1939 | 4014      | [ 10 ]                                             |

## Religion

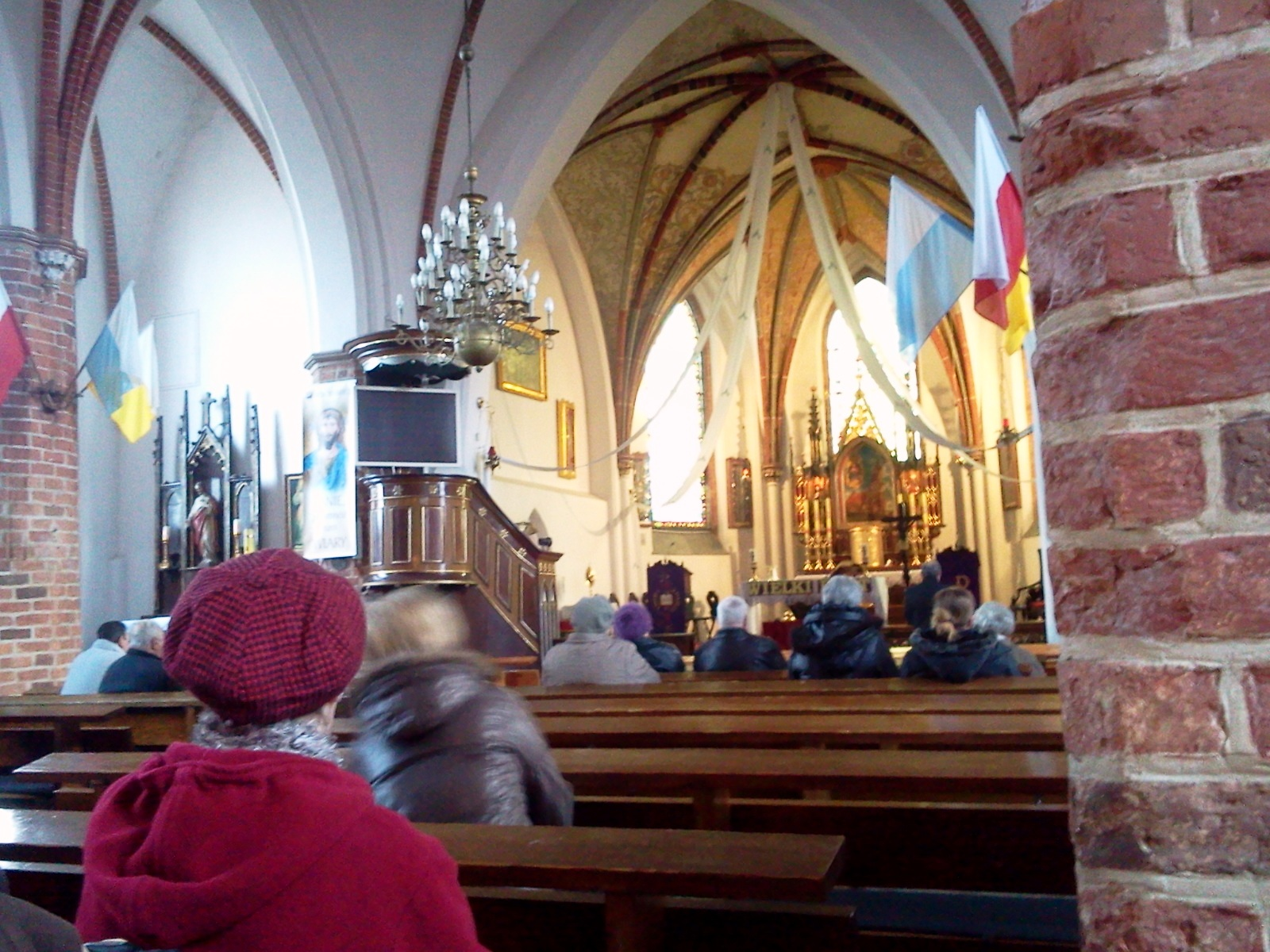
Innenraum der Marienkirche

Die evangelische Marienkirche wurde 1945 von der polnischen Administration zugunsten der polnischen katholischen Kirche zwangsenteignet und vom polnischen katholischen Klerus ‚neu geweiht‘.
Die bis 1945 deutsche Stadtbevölkerung war mehrheitlich evangelisch. Die evangelischen Bewohner der Stadt Regenwalde gehörten zum Kirchspiel Regenwalde. Der Bestand an Kirchenbüchern reichte bis 1666 zurück.
Das katholische Kirchspiel war in Grünhoff.
Die seit 1945 und der Vertreibung der deutschen Bevölkerung in Resko lebenden polnischen Einwohner sind überwiegend katholisch.

## Verkehr
Der Ort ist nur über Nebenstraßen zu erreichen, von Stettin aus über die Droga krajowa 6 (ehemalige deutsche Reichsstraße 2, heute auch Europastraße 28), die 10 Kilometer westlich vorbeiführt, in die die Woiwodschaftsstraße 152 (die ehemals als Reichsstraße 161 den Ort durchquerte) einmündet.
Seit 1992 verfügt Resko über keinen Bahnanschluss mehr. Die Bahnstrecke Worowo–Wysoka Kamieńska (Wurow-Wietstock) wurde zu diesem Zeitpunkt stillgelegt. Die Bahnstrecke Piepenburg–Regenwalde, 1893 eröffnet, wurde bereits 1945 stillgelegt.

## Gmina Resko
Die Stadt- und Landgemeinde Resko umfasst eine Fläche von 285,24 km² bei 8300 Einwohnern.
Zur Gmina Resko gehören die Schulzenämter
| - Dorowo (Dorow) - Gardzin (Gardin) - Iglice (Geiglitz) - Komorowo (Kummerow) - Lubień Dolny (Niederhagen) - Łabuń Wielki (Labuhn) - Łagiewniki (Elvershagen) - Łosośnica (Lasbeck) | - Ługowina (Lowin) - Mołstowo (Molstow) - Policko (Stadtfeld) - Prusim (Prützen) - Przemysław (Premslaff) - Siwkowice (Schmelzdorf) - Smólsko (Karlshöhe) - Starogard (Stargordt) |

In diese sind als Ortschaften integriert:
| - Bezmoście (Ottoburg) - Godziszewo (Friederickenwalde) - Gozdno (Hägerfelde) - Krosino (Krössin) - Łabuń Mały (Neu Labuhn) - Łosośniczka (Neu Lasbeck) - Lubień Górny (Obernhagen) - Luboradz (Gramhof) - Miłogoszcz (Sophienhof) - Mokronos (Höfchen) - Naćmierz (Natzmersdorf) - Orzeszkowo (Neuhof) - Piaski (Paatzig) - Porąbka (Rübenhagen) - Potuliny (Flackenhagen) | - Resko (Regenwalde) - Sąpólko (Zampelkrug) - Sienno (Kurtsdorf) - Skowyrowice (Schofanz) - Słowikowo (Johannisthal) - Sosnówko (Neu Zozenow) - Sosnowo (Zozenow) - Stara Dobrzyca (Alt Döberitz) - Stołążek (Stölitzhöfchen) - Święciechowo (Grünhoff) - Świekotki (Gottliebshof) - Taczały (Ludwigshorst) - Trzaski (Seehof) - Żerzyno (Ornshagen) |

## Sehenswürdigkeiten
- Die bis 1945 evangelische und seitdem katholische Marienkirche, wurde um 1360 als dreischiffige Hallenkirche im spätgotischen Baustil errichtet. Der 60 Meter hohe Turm wurde Mitte des 19. Jahrhunderts angebaut.
- Das Rathaus wurde 1841 im klassizistischen Stil erbaut und im 20. Jahrhundert erweitert.
- Das heutige Postamt wurde 1900 als Amtsgericht erbaut
- Grabstätte von Carl Sprengel
- Borków-Hügel mit Überresten der Burg[13]

## Städtepartnerschaften
Es besteht eine Städtepartnerschaft mit der niedersächsischen Stadt Melle.

## Persönlichkeiten

### Söhne und Töchter der Stadt
- Balthasar Friedrich von Schütz (~1664–1734), deutscher Offizier, theologischer Übersetzer und Schriftsteller
- Daniel Gottlieb Andreae (1711–1778), preußischer Beamter
- Ernst Eduard Taubert (1838–1934), deutscher Komponist, Musikkritiker und Musikpädagoge, Ehrenbürger
- Friedrich Leo (1851–1914), deutscher klassischer Philologe und Hochschullehrer
- Hans Leo (1854–1927), deutscher Mediziner und Pharmakologe*
- Henriette Arndt (1892–1942), deutsche Lehrerin, im Vernichtungslager Kulmhof ermordet
- Otto von der Linde (1892–1984), deutscher Offizier, Landwirt und Jagdschriftsteller
- Hans-Joachim Laabs (1921–2009), deutscher Politiker (SED), Minister für Volksbildung der DDR
- Jörg Panknin (1944–2024), deutscher Schauspieler
- Renata Zaremba (* 1967), polnische Politikerin, Abgeordnete des Sejm

### Mit der Stadt verbunden
- Carl Sprengel (1787–1859), deutscher Agrarwissenschaftler, Gründer der Landbau-Academie zu Regenwalde
- Louis Vincent (1808–1877), Wiesenbaumeister und Kulturingenieur in Regenwalde
- Heinrich Wilhelm Ferdinand Birner (1820–1894), deutscher Chemiker, Direktor der Landwirtschaftlichen Versuchsstation in Regenwalde